# Onzième circonscription de Paris de 1988 à 2012
Pour les articles homonymes, voir Onzième circonscription de Paris de 1958 à 1986 et Onzième circonscription de Paris depuis 2012.
La onzième circonscription de Paris est l'une des 21 circonscriptions électorales françaises que compte le département de Paris (75) situé en région Île-de-France. D'après les chiffres de l'Institut National de la Statistique et des Études Économiques (INSEE) de 1999, la population de cette circonscription est estimée à 94 469 habitants.

## Délimitation de la circonscription
Entre 1988, année des premières élections après le rétablissement du scrutin uninominal majoritaire par circonscription, et le redécoupage des circonscriptions réalisé en 2010, la circonscription recouvre deux quartiers du 14e arrondissement : Plaisance et Petit-Montrouge. 
Cette délimitation s'applique donc aux IXe, Xe, XIe, XIIe et XIIIe législatures de la Cinquième République française.
Cette onzième circonscription de Paris correspond à l'adjonction d'une partie de la quinzième circonscription et de la totalité de la seizième circonscription de la période 1958-1986.
En 2012, cette circonscription a été scindée en deux parties, le sud ayant été rattaché à la nouvelle dixième circonscription, le nord à la onzième.

## Liste des députés

### Élection du 16 mars 1986 au scrutin proportionnel
En 1985, le président de la République François Mitterrand changea le mode de scrutin des députés en rétablissant le scrutin proportionnel. Le nombre de députés du département de Paris fut ramené de 31 à 21.
| Législature | Début de mandat | Fin de mandat | Député élu   |  | Parti politique | Observations                                                       |
| ----------- | --------------- | ------------- | ------------ |  | --------------- | ------------------------------------------------------------------ |
| VIIIe       | 2 avril 1986    | 14 mai 1988   | Edwige Avice |  | PS              | mandat écourté à la suite d'une dissolution de François Mitterrand |

### Députés de 1988 à 2012
Après les élections du 16 mars 1986, le nouveau premier ministre Jacques Chirac rétablissait le scrutin majoritaire à deux tours. Le nombre de députés était maintenu à 21 et les circonscriptions électorales antérieures étaient donc ramenées de 31 à 21. Une partie de l'ancienne quinzième et la totalité de la seizième circonscriptions ont formé la nouvelle onzième circonscription.
| Législature | Début de mandat | Fin de mandat   | Député élu    |  | Parti politique | Observations        |
| ----------- | --------------- | --------------- | ------------- |  | --------------- | ------------------- |
| IXe         | 23 juin 1988    | 1er avril 1993  | Nicole Catala |  | RPR             |                     |
| Xe          | 2 avril 1993    | 1er mai 1997    | Nicole Catala |  | RPR             |                     |
| XIe         | 12 juin 1997    | 18 juin 2002    | Nicole Catala |  | RPR             |                     |
| XIIe        | 19 juin 2002    | 25 juin 2007    | Yves Cochet   |  | Les Verts       |                     |
| XIIIe       | 26 juin 2007    | 6 décembre 2011 | Yves Cochet   |  | Les Verts       | Élu député européen |

## Résultats électoraux

### Élections législatives de 1988
|                                        | Nicole Catala élu       | RPR (URC)             | 13 189 | 36,31  | 20 188 | 51,63  |  |  |  |  |  |
|                                        | Nicole Bricq            | PS                    | 12 705 | 34,97  | 18 910 | 48,37  |  |  |  |  |  |
|                                        | Bruno de Neyrieu        | FN                    | 3 211  | 8,84   |        |        |  |  |  |  |  |
|                                        | Yves Lancien            | diss. RPR             | 2 962  | 8,15   |        |        |  |  |  |  |  |
|                                        | Rolande Perlican        | PCF                   | 2 128  | 5,86   |        |        |  |  |  |  |  |
|                                        | Hélène Apsit            | Divers écologiste     | 1 119  | 3,08   |        |        |  |  |  |  |  |
|                                        | Jacqueline Penit        | Extrême gauche (PNPG) | 634    | 1,74   |        |        |  |  |  |  |  |
|                                        | Pierre-Emmanuel Ouannou | Divers droite         | 182    | 0,50   |        |        |  |  |  |  |  |
|                                        | Paquita Ortiz           | Divers                | 147    | 0,40   |        |        |  |  |  |  |  |
|                                        | Gabrielle Lang          | Divers                | 49     | 0,13   |        |        |  |  |  |  |  |
|                                        | Érika Brisset           | Extrême droite        | 0      | 0,00   |        |        |  |  |  |  |  |
|                                        |                         |                       |        |        |        |        |  |  |  |  |  |
| Inscrits                               | Inscrits                | Inscrits              | 59 545 | 100,00 | 59 546 | 100,00 |  |  |  |  |  |
| Abstentions                            | Abstentions             | Abstentions           | 22 903 | 38,46  | 19 861 | 33,35  |  |  |  |  |  |
| Votants                                | Votants                 | Votants               | 36 642 | 61,54  | 39 685 | 66,65  |  |  |  |  |  |
| Blancs et nuls                         | Blancs et nuls          | Blancs et nuls        | 316    | 0,86   | 587    | 1,48   |  |  |  |  |  |
| Exprimés                               | Exprimés                | Exprimés              | 36 326 | 99,14  | 39 098 | 98,52  |  |  |  |  |  |
| Source : Le Monde du 7 juin 1988, p. 9 |                         |                       |        |        |        |        |  |  |  |  |  |

Le suppléant de Nicole Catala était Vincent Creusat, architecte dans le 14ème arrondissement.

### Élections législatives de 1993
| Candidat                         | Candidat              | Parti          | Premier tour | Premier tour | Second tour | Second tour |  |
| Candidat                         | Candidat              | Parti          | Voix         | %            | Voix        | %           |  |
| -------------------------------- | --------------------- | -------------- | ------------ | ------------ | ----------- | ----------- |  |
|                                  | Nicole Catala élu     | RPR (UPF)      | 15 683       | 44,01        | 19 127      | 57,21       |  |
|                                  | Pierre Castagnou      | PS (ADFP)      | 7 301        | 20,49        | 14 305      | 42,79       |  |
|                                  | Bertrand Robert       | FN             | 3 920        | 11,00        |             |             |  |
|                                  | Jean-Louis Vidal      | Les Verts (EÉ) | 3 674        | 10,31        |             |             |  |
|                                  | Maurice Lassalle      | PCF            | 2 274        | 6,38         |             |             |  |
|                                  | Bernard Colafrancesco | MDC            | 816          | 2,29         |             |             |  |
|                                  | Jacques Elbaz         | LT-LNÉ         | 570          | 1,60         |             |             |  |
|                                  | Gérard Allalia        | RDRP           | 432          | 1,21         |             |             |  |
|                                  | Guénolaine Charier    | LCR            | 419          | 1,18         |             |             |  |
|                                  | Janine Bosselut       | MDD            | 195          | 0,55         |             |             |  |
|                                  | Yvon Robert           | MDR            | 135          | 0,38         |             |             |  |
|                                  | Didier Lecerf         | AP             | 110          | 0,31         |             |             |  |
|                                  | Yves-Nicolas Armani   | Divers (PLN)   | 107          | 0,30         |             |             |  |
|                                  |                       |                |              |              |             |             |  |
| Inscrits                         | Inscrits              | Inscrits       | 55 228       | 100,00       | 55 228      | 100,00      |  |
| Abstentions                      | Abstentions           | Abstentions    | 18 347       | 33,22        | 19 793      | 35,84       |  |
| Votants                          | Votants               | Votants        | 36 881       | 66,78        | 35 435      | 64,16       |  |
| Blancs et nuls                   | Blancs et nuls        | Blancs et nuls | 1 245        | 3,38         | 2 003       | 5,65        |  |
| Exprimés                         | Exprimés              | Exprimés       | 35 636       | 96,62        | 33 432      | 94,35       |  |
| Source : Data.gouv.fr et CEVIPOF |                       |                |              |              |             |             |  |

Le suppléant de Nicole Catala était Alain-Roland Kirsch, dirigeant d'entreprise.

### Élections législatives de 1997
| Candidat       | Candidat                      | Parti             | Premier tour | Premier tour | Second tour | Second tour |  |
| Candidat       | Candidat                      | Parti             | Voix         | %            | Voix        | %           |  |
| -------------- | ----------------------------- | ----------------- | ------------ | ------------ | ----------- | ----------- |  |
|                | Nicole Catala sortante réélue | RPR               | 11 874       | 34,25        | 18 553      | 50,43       |  |
|                | Pierre Castagnou              | PS                | 9 842        | 28,39        | 18 235      | 49,57       |  |
|                | Bertrand Robert               | FN                | 3 763        | 10,85        |             |             |  |
|                | Maurice Lassalle              | PCF               | 2 303        | 6,64         |             |             |  |
|                | Claire Le Strat               | Les Verts         | 1 828        | 5,27         |             |             |  |
|                | Danièle Graignic              | Divers écologiste | 995          | 2,87         |             |             |  |
|                | Olivier Morice                | LO                | 896          | 2,58         |             |             |  |
|                | Olivier Morice                | LDI (CNIP)        | 764          | 2,2          |             |             |  |
|                | Marinette Bache               | MDC               | 583          | 2,2          |             |             |  |
|                | Stéphanie Chauvin             | LCR               | 353          | 1,02         |             |             |  |
|                | Alain Kotoujansky             | US4J              | 317          | 0,91         |             |             |  |
|                | Jean-Claude Kobrynski         | Divers            | 275          | 0,79         |             |             |  |
|                | Marie Baudry                  | LT-LNÉ            | 248          | 0,72         |             |             |  |
|                | Marc Jutier                   | MÉI               | 234          | 0,67         |             |             |  |
|                | Carlos Pieroni                | PT                | 135          | 0,39         |             |             |  |
|                | Catherine Roblin              | MDR               | 122          | 0,35         |             |             |  |
|                | Thérèse Néroud                | Divers            | 81           | 0,23         |             |             |  |
|                | Yves-Nicolas Armani           | PLN               | 37           | 0,11         |             |             |  |
|                | Marc Chauve                   | Divers droite     | 18           | 0,05         |             |             |  |
|                |                               |                   |              |              |             |             |  |
| Inscrits       | Inscrits                      | Inscrits          | 55 119       | 100,00       | 55 088      | 100,00      |  |
| Abstentions    | Abstentions                   | Abstentions       | 19 467       | 35,32        | 16 836      | 30,56       |  |
| Votants        | Votants                       | Votants           | 35 652       | 64,68        | 38 252      | 69,44       |  |
| Blancs et nuls | Blancs et nuls                | Blancs et nuls    | 984          | 2,76         | 1 464       | 3,83        |  |
| Exprimés       | Exprimés                      | Exprimés          | 34 668       | 97,24        | 36 788      | 96,17       |  |

Le suppléant de Nicole Catala était Jean-Louis Valentin.

### Élections législatives de 2002
|                                                          | Yves Cochet élu        | Les Verts (PS, PRG)       | 14 453 | 38,07  | 18 666 | 51,83  |  |  |  |  |  |
|                                                          | Dominique Versini      | UMP                       | 9 469  | 24,94  | 17 345 | 48,17  |  |  |  |  |  |
|                                                          | Nicole Catala sortante | diss. RPR                 | 5 206  | 13,71  |        |        |  |  |  |  |  |
|                                                          | Yves de Coatgoureden   | FN                        | 2 359  | 6,21   |        |        |  |  |  |  |  |
|                                                          | Yves Ogé               | UDF                       | 1 840  | 4,85   |        |        |  |  |  |  |  |
|                                                          | Jean Calvary           | PCF                       | 1 006  | 2,65   |        |        |  |  |  |  |  |
|                                                          | Thomas Danglot         | LCR                       | 621    | 1,64   |        |        |  |  |  |  |  |
|                                                          | Isabelle Majorel       | Divers écologiste (Cap21) | 529    | 1,39   |        |        |  |  |  |  |  |
|                                                          | Jean-Luc Gonneau       | Pôle républicain          | 481    | 1,27   |        |        |  |  |  |  |  |
|                                                          | Dominique Mahé         | RPF                       | 396    | 1,04   |        |        |  |  |  |  |  |
|                                                          | Cyril Amar             | Divers (ÉD)               | 363    | 0,96   |        |        |  |  |  |  |  |
|                                                          | Corinne Pradier        | Divers écologiste (MÉI)   | 326    | 0,86   |        |        |  |  |  |  |  |
|                                                          | Laurent Vinciguerra    | LO                        | 250    | 0,66   |        |        |  |  |  |  |  |
|                                                          | Jean-Rémy Courbière    | MNR                       | 178    | 0,47   |        |        |  |  |  |  |  |
|                                                          | Isabelle Barbin        | Divers gauche (ND)        | 154    | 0,41   |        |        |  |  |  |  |  |
|                                                          | Carlos Pieroni         | Extrême gauche (PT)       | 96     | 0,25   |        |        |  |  |  |  |  |
|                                                          | Jean-Marc Tonnini      | Divers droite (RCF)       | 72     | 0,19   |        |        |  |  |  |  |  |
|                                                          | Tony Corsin            | Divers                    | 70     | 0,18   |        |        |  |  |  |  |  |
|                                                          | Bruno Vesval           | Divers droite             | 48     | 0,13   |        |        |  |  |  |  |  |
|                                                          | Christian Méry         | CPNT                      | 48     | 0,13   |        |        |  |  |  |  |  |
|                                                          |                        |                           |        |        |        |        |  |  |  |  |  |
| Inscrits                                                 | Inscrits               | Inscrits                  | 53 803 | 100,00 | 53 790 | 100,00 |  |  |  |  |  |
| Abstentions                                              | Abstentions            | Abstentions               | 15 444 | 28,7   | 17 010 | 31,62  |  |  |  |  |  |
| Votants                                                  | Votants                | Votants                   | 38 359 | 71,3   | 36 780 | 68,38  |  |  |  |  |  |
| Blancs et nuls                                           | Blancs et nuls         | Blancs et nuls            | 394    | 1,03   | 769    | 2,09   |  |  |  |  |  |
| Exprimés                                                 | Exprimés               | Exprimés                  | 37 965 | 98,97  | 36 011 | 97,91  |  |  |  |  |  |
| Source : Assemblée nationale et Ministère de l'Intérieur |                        |                           |        |        |        |        |  |  |  |  |  |

Le suppléant d'Yves Cochet était Pierre Castagnou, maire du 14ème arrondissement de Paris.

### Élections législatives de 2007
| Candidat       | Candidat                  | Parti             | Premier tour | Premier tour | Second tour | Second tour |  |
| Candidat       | Candidat                  | Parti             | Voix         | %            | Voix        | %           |  |
| -------------- | ------------------------- | ----------------- | ------------ | ------------ | ----------- | ----------- |  |
|                | Yves Cochet sortant réélu | Les Verts (PS)    | 13 927       | 35,79        | 21 210      | 57,17       |  |
|                | Nicole Guedj              | UMP               | 13 244       | 34,03        | 15 891      | 42,83       |  |
|                | Marielle de Sarnez        | UDF–MoDem         | 7 148        | 18,37        |             |             |  |
|                | Leila Soula               | LCR               | 1 019        | 2,62         |             |             |  |
|                | Ian Brossat               | PCF               | 1 002        | 2,57         |             |             |  |
|                | Jacques Souchet           | FN                | 987          | 2,54         |             |             |  |
|                | Élisabeth Fouix           | MÉI               | 401          | 1,03         |             |             |  |
|                | Jacques Parisot           | CNIP              | 296          | 0,76         |             |             |  |
|                | Jean-Marc Jacot           | Divers            | 185          | 0,48         |             |             |  |
|                | Laurent Vinciguerra       | LO                | 184          | 0,47         |             |             |  |
|                | Dominique Mahé            | DLR               | 182          | 0,47         |             |             |  |
|                | Émile Chevalier           | MNR               | 145          | 0,37         |             |             |  |
|                | Lucie Viano               | PT                | 107          | 0,27         |             |             |  |
|                | Mario Jasiukiewicz        | MRC               | 90           | 0,23         |             |             |  |
|                | Antoinette Di Ruzza       | Divers            | 1            | 0            |             |             |  |
|                | Patrice Langlois          | Divers écologiste | 0            | 0            |             |             |  |
|                |                           |                   |              |              |             |             |  |
| Inscrits       | Inscrits                  | Inscrits          | 59 996       | 100,00       | 59 985      | 100,00      |  |
| Abstentions    | Abstentions               | Abstentions       | 20 761       | 34,6         | 22 089      | 36,82       |  |
| Votants        | Votants                   | Votants           | 39 235       | 65,4         | 37 896      | 63,18       |  |
| Blancs et nuls | Blancs et nuls            | Blancs et nuls    | 317          | 0,81         | 795         | 2,1         |  |
| Exprimés       | Exprimés                  | Exprimés          | 38 918       | 99,19        | 37 101      | 97,9        |  |